# Cavernularia pusilla
Cavernularia pusilla (Philippi, 1835) è un  ottocorallo pennatulaceo della famiglia Veretillidae.

## Descrizione
Questa specie forma colonie di piccola taglia, di forma cilindrica, di consistenza carnosa, di colorazione bianco-crema, grigia o giallo pallida, raramente bruno-rossastra, parzialmente sommerse nel substrato sabbioso. I polipi sono biancastri, dotati di otto tentacoli pinnulati.

## Distribuzione e habitat
Considerata a lungo un endemismo mediterraneo, Cavernularia pusilla è stata riscontrata anche in varie località dell'Atlantico occidentale, dal golfo di Biscaglia alle coste del Senegal.
Vive su fondali sabbiosi o fangosi.